# Edgerton (Wisconsin)
Edgerton es una ciudad ubicada en el condado de Rock en el estado estadounidense de Wisconsin. En el Censo de 2010 tenía una población de 5.461 habitantes y una densidad poblacional de 508,44 personas por km².

## Geografía
Edgerton se encuentra ubicada en las coordenadas 42°50′18″N 89°4′16″O / 42.83833, -89.07111. Según la Oficina del Censo de los Estados Unidos, Edgerton tiene una superficie total de 10.74 km², de la cual 10.73 km² corresponden a tierra firme y (0.1%) 0.01 km² es agua.

## Demografía
Según el censo de 2010, había 5.461 personas residiendo en Edgerton. La densidad de población era de 508,44 hab./km². De los 5.461 habitantes, Edgerton estaba compuesto por el 94.93% blancos, el 0.92% eran afroamericanos, el 0.75% eran amerindios, el 0.53% eran asiáticos, el 0.02% eran isleños del Pacífico, el 1.45% eran de otras razas y el 1.41% pertenecían a dos o más razas. Del total de la población el 4.07% eran hispanos o latinos de cualquier raza.